# Maurice Sidoine Storez
Maurice Sidoine Storez est un architecte français, membre fondateur de la Société Centrale des Architectes fondée le 27 mai 1843, et inspecteur des bâtiments publics de Paris. Il est né à Douai, rue Saint-Thomas, le 14 floréal an XII (4 mai 1804), mort à Paris 8e, 17, rue du Cirque, le 26 décembre 1881. Après des funérailles à Saint-Philippe du Roule, il est inhumé le 28 décembre 1881 au cimetière de Montmartre. Il avait épousé en 1840 Elisa Fréchot (1804-1881) dont il eut quatre enfants : Eugénie qui décéda à l’âge de 16 ans, Edmond et Augustin qui moururent en bas âge, et Maurice-Parfait Storez (1850-1921) père de Maurice Storez qui fut également architecte.

## Carrière
Il débuta ses études d’architecte chez Mallet, architecte de la ville de Douai, qui l’associa à ses travaux et lui donna les premiers éléments de son art.
À l’âge de 20 ans, en 1824, il se rendit à Paris pour suivre les cours de l'école des Beaux-arts et entra dans les ateliers de décoration de Cicéri et, plus tard, dans les bureaux de Jean François Joseph Lecointe et Jakob Ignaz Hittorff, architectes du roi Charles X. Jean-François Joseph Lecointe le chargea de la surveillance des travaux de restauration la salle Favart en 1823 et de la construction du théâtre de l’Ambigu-Comique en 1828, ce qui compléta ses études artistiques et pratiques.
En 1841, alors qu’il remplissait les fonctions d’inspecteur des travaux publics dans le service d’Hittorff, il eut à s’occuper des travaux de la nouvelle décoration de la place de la Concorde.
Il prit part aux concours qui furent ouverts pour l’édification des grands monuments publics de Paris. Il a concouru pour le projet d'aménagement des Halles centrales de Paris en 1853, l'opéra de Paris en 1860 et la reconstruction de l'hôtel de ville de Paris en 1873. Il prit plaisir à dessiner une architecture parisienne, notamment le théâtre du Vaudeville.
Il consacra ses dernières études à un projet de reconstruction du palais des Tuileries. Il s’occupa également des premiers projets de la basilique du Sacré-Cœur de Montmartre et enfin de l’exposition universelle de 1878.
Ému à juste titre de la fréquence des incendies dans les théâtres et des terribles conséquences qu’ils entraînent, Maurice Storez s’appliqua à rechercher les moyens de les combattre d’une manière efficace. La mise au concours de la réédification du théâtre des Arts de Rouen brûlé le 25 avril 1876, lui fournit l’occasion d’exposer publiquement les fruits de ses recherches. Son idée, fort simple, consistait à prévoir dans l’édifice même, l’eau et les engins qu’on cherche au-dehors dès les premières alarmes.
En 1877, alors âgé de 73 ans, il s’était intéressé aux ouvrages d’art, tel le pont ferroviaire du Tay, tout juste achevé en Écosse, dont la structure en fer autorisait des portées jusqu’alors inimaginables. Emporté par une ardeur restée juvénile, il avait établi les dessins d’une passerelle sur le détroit du Pas-de-Calais qui resteront dans les cartons de son conseiller et ami de Douai, Désiré Dubois, économe des hospices de Douai.

## Le Douaisien
Maurice Storez avait conservé d’excellentes relations avec ses amis de Douai dont le professeur Pierre Montée, savant lettré. À leur instigation, il avait étudié divers projets pour l’embellissement de sa ville natale : l’agrandissement du musée ou la transformation de la promenade Saint-Jacques.
Il finança généreusement diverses œuvres de bienfaisance, fondations et libéralités :
- Fondation de vingt et une médailles d’argent à distribuer dans chacune des trois paroisses de la ville ’’aux enfants les plus sages et les plus instruits des vérités de la religion, qui sont appelés à faire leur première communion’’. Fondation approuvée par décret du 14 février 1874.
- Fondation de dots en faveur de jeunes filles pauvres et méritantes de Douai (27 novembre 1875, Devès, notaire à Paris).
- Legs importants à la Société de Secours mutuels de Douai (novembre 1880, 13 décembre 1881).
- Don au Musée des Beaux-Arts de Douai d’un tableau peint par Hippolyte Lazerges en 1873, "Le Christ au XXe siècle"

’’Il est de notre devoir de saluer avec un pieux respect la mémoire de ce cher concitoyen qui est un véritable bienfaiteur de l’humanité’’, Le Panthéon Douaisien, par Paul Sénès.
La Ville de Douai reconnaissante envers Maurice Sidoine Storez, dénomma une rue à son nom à la suite délibération du conseil municipal du 9 octobre 1895, décret du 25 novembre 1895 et arrêté du 9 décembre 1895. La rue Storez a pour tenant la rue d'Arras et aboutissant le quai de l'Entrée-des-Eaux.

## Réalisations
- En 1843, il construisit la maison de Clément Petit, maître de Poste à Meaux.
- En 1857, il reconstruisit l’église Saint-Barthélémy de Neufmontiers (aujourd'hui Chauconin-Neufmontiers).
- Au début des années 1860, il reconstruisit l’église abbatiale de l'abbaye Notre-Dame de Jouarre sur les ruines d’un opulent édifice disparu lors de la Révolution.
- Entre 1865 et 1867, il construisit le château de La Ferté-Frênel[1],[2] pour le marquis Armand Alexis Odet de Montault.
- Il édifia à Paris, avenue Montaigne, le vaste hôtel de Lillers où résida le roi Georges V de Hanovre. L’hôtel fut démoli en 1910 pour faire place au théâtre des Champs-Élysées.
- De 1856 à 1864, il construisit au no 10 actuel de la rue de Clichy à Paris un vaste hôtel pour le baron Charles de Wendel. Cet hôtel de 36 pièces sur 4 200 m2 est dans le style Louis XVI sur rue, Louis XV sur cour, Louis XIII pour l'aile à l'arrière, avec une cour intérieure en terrasse sur le chevet de l’église de la Sainte-Trinité. La façade est percée de 7 fenêtres, l’élévation comprend rez-de-chaussée, entresol et trois étages. Au fronton, est gravé le monogramme ’’W’’ qui se retrouve sur l’aile nord, face à la Trinité. Le reste des bâtiments est construit dans un style différent : ’’c’est du Louis XIII en 1856’’, écrit Storez à Charles de Wendel dans une lettre datée du 14 août 1856. En 2011, l’hôtel Wendel est transformé en école élémentaire de 11 classes.
- Il édifia également l’immeuble du no 2 actuel de la rue de Clichy à Paris pour son beau-frère Eugène Deschamps (1809-1886) et sa sœur Pauline Storez, Mme Deschamps (1813-1900).
- En 1867, il construisit l’immeuble du no 17 actuel de la rue du Cirque à Paris où il transporta sa famille et son cabinet en 1867.

## Œuvre graphique
- Paris, musée Carnavalet, Le théâtre du Vaudeville vu du palais de la Bourse, 1828, aquarelle, 15,8 x 11 cm, acquise au Salon du Dessin en 2006 de la galerie Talabardon-Gautier.
- Les Halles centrales de Paris, vue en perspective, juin 1853, lithographie P. Dupont, Paris.
- Projet de construction de l’Opéra en parallèle au ministère de la Marine sur la place de la Concorde, vue en plan avec devis global, établi entre 1844 et 1860.

## Envois au Salon
- 1849,
  - Projets de fontaine à ériger sur la place du palais de l'Assemblée Nationale.
  - Monuments à la mémoire des généraux français morts aux événements de juin 1848.
  - Projet de monument à la mémoire de Mgr Affre, archevêque de Paris.

## Publications
- "Mémoire sur la construction des Halles de Paris", juin 1853, Paris, imprimerie de P. Dupont, 1853.
- "Des moyens de neutraliser les incendies qui éclatent dans les théâtres et dans les grands établissements publics ou privés". Ouvrage in folio année 1878, imp. Mercier, Paris.
- "La Gazette de Douai", no 209, 22 novembre 1878, a présenté l’ouvrage cité précédemment.